# Santa Olalla de Bureba
Santa Olalla de Bureba község Spanyolországban, Burgos tartományban. Santa Olalla de Bureba Galbarros, Quintanavides, Santa María del Invierno és Monasterio de Rodilla községekkel határos. Lakosainak száma 38 fő (2024).

## Népesség
A település népessége az utóbbi években az alábbiak szerint változott:
| Lakosok száma | 41   | 33   | 41   | 39   | 35   | 34   | 36   | 35   | 35   | 38   |
|               | 2001 | 2004 | 2006 | 2009 | 2011 | 2014 | 2016 | 2019 | 2021 | 2024 |